# Avard
Avard is een plaats (town) in de Amerikaanse staat Oklahoma, en valt bestuurlijk gezien onder Woods County.

## Demografie
Bij de volkstelling in 2000 werd het aantal inwoners vastgesteld op 26.
In 2006 is het aantal inwoners door het United States Census Bureau geschat op 25, een daling van 1 (-3,8%).

## Geografie
Volgens het United States Census Bureau beslaat de plaats een oppervlakte van
0,5 km², geheel bestaande uit land. Avard ligt op ongeveer 450 m boven zeeniveau.

## Plaatsen in de nabije omgeving
De onderstaande figuur toont nabijgelegen plaatsen in een straal van 32 km rond Avard.